# Soirée
 (juin 2017).
Si vous disposez d'ouvrages ou d'articles de référence ou si vous connaissez des sites web de qualité traitant du thème abordé ici, merci de compléter l'article en donnant les références utiles à sa vérifiabilité et en les liant à la section « Notes et références ».
Une soirée est un rassemblement de personnes, invitées ou non par un organisateur dans un même lieu (restaurant, bar, maison, appartement, plage ou parc), dans le but de socialiser, de parler ou de se divertir. 
Les éléments caractéristiques d'une soirée sont la présence de nourriture et de boissons ; elles sont généralement accompagnées de musique et de danse. Comme leur nom l'indique, les soirées se déroulent en fin d'après-midi, le soir ou de nuit.
Certaines soirées sont organisées en l'honneur d'une personne en particulier, d'un jour ou d'un événement (dans certains cas on parle aussi de fête)
Une soirée n'est pas forcément privée. Des soirées publiques, le plus souvent payantes, peuvent être organisées dans des bars ou des pubs.

## Typologie des soirées

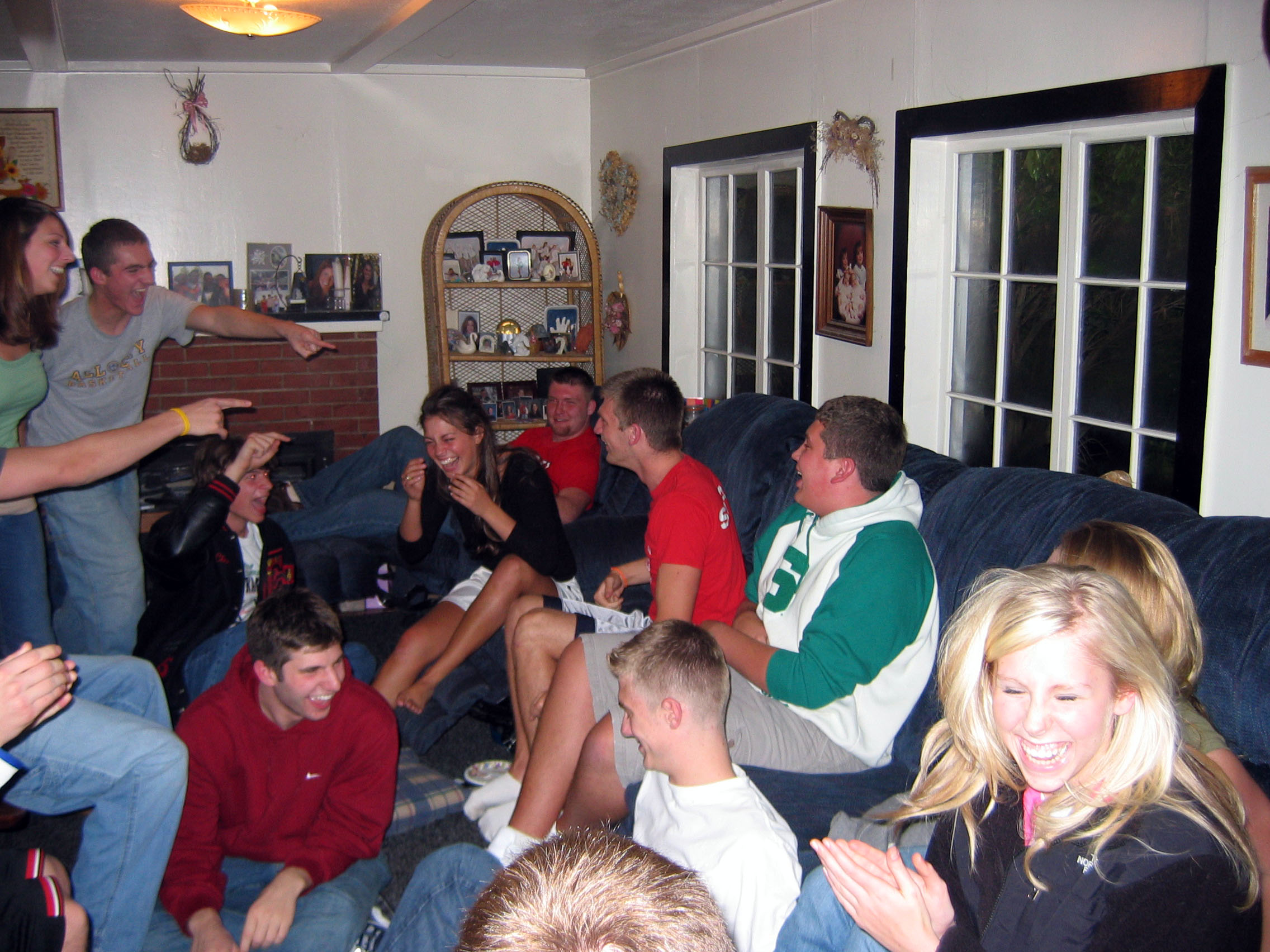
Personnes fêtant un anniversaire aux États-Unis.

### Anniversaires

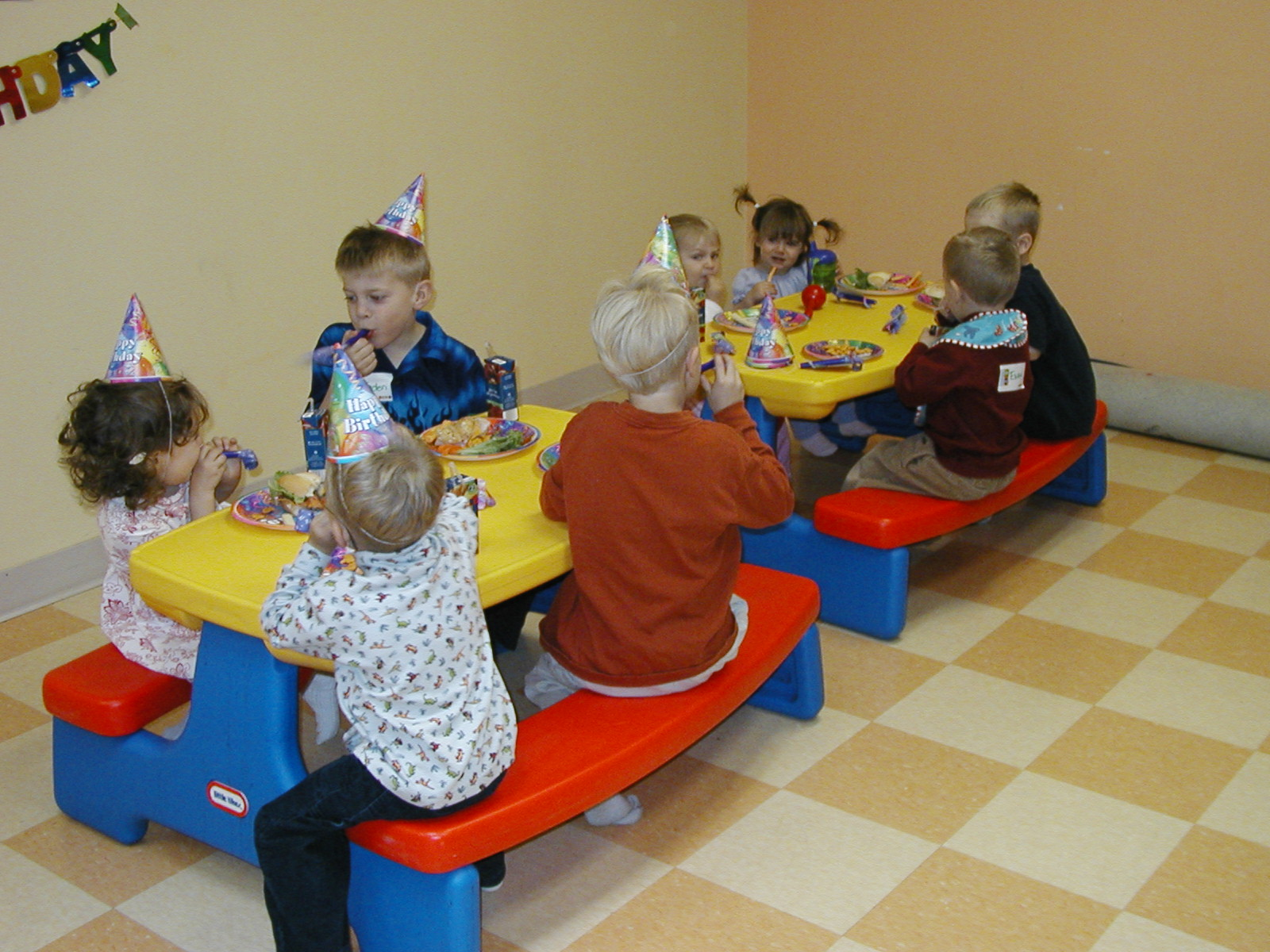
Enfants fêtant un anniversaire.

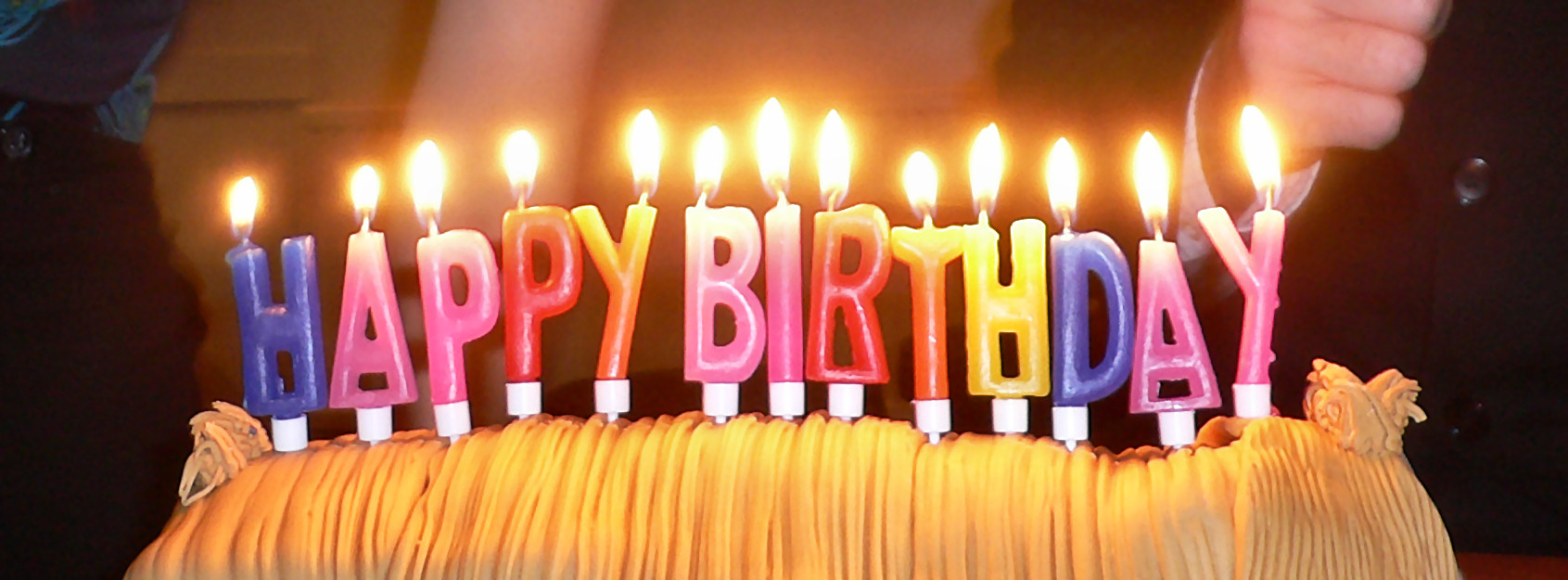
Un gâteau d'anniversaire avec des bougies.

Une soirée peut être organisée pour fêter l'anniversaire d'une personne. Ce genre de célébration est commune à toutes les cultures.
Dans les pays occidentaux, les anniversaires sont couramment accompagnées de décorations comme les ballons gonflables. Un gâteau d'anniversaire est généralement servi aux convives, avec des bougies qui sont allumées au moment où le gâteau est présenté. Le nombre de bougies correspond en général à l'âge de la personne. Après que les invités ont chanté « Joyeux anniversaire », la personne dont on fête l'anniversaire souffle sur les bougies pour les éteindre.
Un anniversaire peut-être fêté chez la personne ou dans un lieu public. Des boissons gazeuses et des sucreries sont souvent servies. Pour les adultes, les anniversaires sont parfois fêtés dans un restaurant, dans un bar ou dans un nightclub.

### Dîners
Une soirée-dîner est un rassemblement de personnes dans lequel les gens sont invités à partager un repas, en général chez l'organisateur. Dans un diner formel, le repas est servi sur une table dressée. Les soirées-dîners sont souvent précédées d'un apéritif dans un salon, au cours duquel les invités boivent des cocktails tout en parlant.
Dans des dîners moins formels, un buffet remplace la table dressée. Les invités se servent directement sur la table du buffet tout en restant debout et en discutant. Les invitées peuvent porter une robe de soirée et les invités une veste.
Dans des dîners moins formels, l'organisateur peut demander à ses invités d'apporter eux-mêmes de la nourriture et les boissons du buffet (une boisson, un plat chaud, un dessert, un hors d'œuvre). Une soirée de ce type est parfois appelée un potluck. Aux États-Unis, les potlucks sont souvent organisés dans des églises ou des centres religieux.

### Réception
Une réception est une réunion mondaine où les convives sont nombreux et élégamment vêtus. L'hôte et parfois les invités de marque se tiennent debout près de l'entrée en formant une ligne afin d'accueillir les invités à mesure qu'ils arrivent. Chaque invité salue la première personne qui se tient à l'entrée et se présente si besoin est. La première personne présente ensuite l'invité aux autres (de la ligne), puis attend d'autres invités. Après avoir accueilli tous les invités, les hôtes se mêlent aux convives et participent aux conversations.  
Bien que le terme de réception soit utilisé pour plusieurs types d’événements, une réception n'inclut pas, techniquement parlant, les repas assis ou les bals donnés par exemple lors d'un mariage.

### Bals et soirées dansantes
Un bal ou soirée dansante est un rassemblement de personnes dans lequel les invités dansent. Le code vestimentaire de la soirée dépend du type de danse. Dans une soirée formelle, les invités dansent la valse ou tout autre danse de salon. Parmi les soirées informelles, la square dance et le rave party sont des événements spécifiques.

### Fêtes de voisins
Une fête de voisins est un rassemblement organisé en plein air, dans laquelle les habitants d'un quartier, d'un immeuble ou d'un groupe d'immeubles sont conviés. La soirée peut être organisée dans un jardin, une cour d'immeuble ou dans une rue fermée à la circulation pour la circonstance.
Dans certaines fêtes de voisinage, les résidents passent d'un appartement à un autre pour socialiser, discuter et consommer des boissons alcoolisées.

### Soirée déguisée ou costumée
Dans un bal costumé, les invités portent un masque pour cacher leur identité. Dans une soirée déguisée ou « soirée à thème », ils portent un costume.

### Surprise-party
Une surprise-party ou soirée-surprise est une fête dont l'existence n'est pas connue à l'avance par celui en l'honneur duquel elle est organisée. Les soirées-surprises les plus courantes sont les anniversaires-surprises. 
Dans ces soirées, les invités arrivent avant la personne en question. Souvent, c'est l'ami ou le proche qui est à l'origine de la soirée qui accompagne la personne jusqu'au lieu de la soirée sans lui en parler. Les convives peuvent même se cacher et ne surgir qu'au moment où la personne entre. Tous les moyens sont bons pour surprendre la personne, par exemple crier tous ensemble « Surprise ! ». Les éventuelles décorations ne doivent pas être visibles de la personne jusqu'à son entrée pour éviter qu'elle suspecte quelque chose.

### Soirées de jeunes et d'adolescents

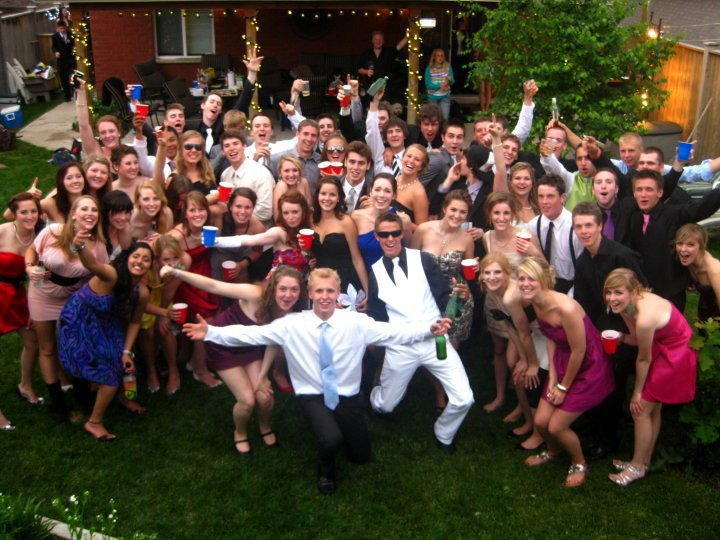
Personnes dans une « outdoor party » au Canada.

Une soirée entre amis pour les jeunes ou les adolescents rassemble en général un grand nombre de personnes et se tient dans un lieu privé, appartement ou une maison. Le terme anglais pour ce type de soirée est « house party » (difficilement traduisible). Les boissons alcoolisées sont souvent un élément essentiel de ce genre de rassemblement. Dans certains pays où la loi définit un âge légal de consommation d'alcool, ces soirées sont illégales lorsqu'y sont présents des mineurs (ainsi définis par la loi). Certains majeurs d'âges sont parfois condamnés pour avoir fourni de l'alcool à des mineurs dans le cadre de ces soirées. Des arrestations sont aussi justifiées en cas de désordre ou d'atteinte à l'ordre public.
Les soirées dansantes entre jeunes ou adolescents ont lieu dans des bars ou des boites de nuit, où les invités dansent la techno, la house music ou le disco. La musique est choisie et jouée par un DJ.
Les rave parties sont de larges rassemblements, parfois illégaux, qui se tiennent en général en plein air, dans un champ, une forêt ou une plaine par exemple. Ces évènements sont souvent associés à la consommation de psychotropes divers.

### Soirées étudiantes et BDE (Bureau des Élèves)
Une soirée étudiante est une soirée organisée pour les étudiants d'une école par un bureau des étudiants ou une association étudiante. Ces soirées permettent de rythmer la vie estudiantine et sont de plus en plus nombreuses (entre 10 000 et 20 000 par an selon le Sénat). Aujourd'hui la majorité des écoles supérieures, universités et grandes écoles disposent d'associations qui sont également devenus une forme de publicité.
Les débordements de ce genre d’événements ont conduit à une législation plus importante sur les soirées « Open Bar » ou Boissons illimitées.